# Rhinolophus pusillus
Rhinolophus pusillus es una especie de murciélago de la familia Rhinolophidae.

## Distribución geográfica
Se encuentra en China, India, Indonesia, Laos, Malasia, Birmania, Nepal, Tailandia y Vietnam.

## Subespecies
Se reconocen las siguientes:
- R.p.pusillus: Java centro-meridional, Bali, Borneo oriental, centro-meridional e septentrional;
- R.p.blythi (Andersen, 1918): estados indios de Arunachal Pradesh, Assam, Meghalaya, Sikkim, Uttarakhand y Bengala Occidental; Nepal;
- R.p.calidus (G. M. Allen, 1923): provincias chinas de Guangxi, Guangdong y Fujian;
- R.p.gracilis (Andersen, 1905): estados indios de Andhra Pradesh, Karnataka, Kerala y Tamil Nadu;
- R.p.lakkhanae (Yoshiyuki, 1990): provincia china de Yunnan, Tailandia, Laos, Vietnam, Camboya;
- R.p.minutillus (Miller, 1906): Península de Malaca, Sumatra septentrional, isla Tioman, islas Anambas;
- R.p.pagi (Tate & Archbold, 1939): Pagai del Norte;
- R.p.parcus (G. M. Allen, 1928): Hainan;
- R.p.szechwanus (Andersen, 1918): Myanmar, provincias chinas de Guizhou, Hubei y Sichuan.

Además, la IUCN considera a Rhinolophus monoceros y Rhinolophus cornutus como subespecies de R. pusillus.